# Bogusław Kudłek
Bogusław Kudłek (ur. 21 stycznia 1978 w Rzeszowie) – polski aktor teatralny, filmowy, kabaretowy i telewizyjny.

## Życiorys
W 2002 roku ukończył studia na Wydziale Aktorskim PWST w Krakowie. W latach 2007–2009 był aktorem Teatru im. S. Żeromskiego w Kielcach.
Wśród dokonań teatralnych aktora warto zwrócić uwagę na główne role w spektaklach Dziady Adama Mickiewicza (Gustaw-Konrad) oraz Kartoteka Tadeusza Różewicza. Obie inscenizacje przygotował Piotr Jędrzejas.
Zagrał jedną z głównych ról w serialu Rodzinka, jak również w serialu Egzamin z życia. Wcielił się także w rolę Jonasza w sensacyjnej Fali zbrodni.
W latach 2009–2010 grał Bartka Orłowa w serialu Majka emitowanym przez stację TVN.
W 2011 roku zagrał Johna Mizere w serialu Prosto w serce emitowanym przez stację TVN.

## Role teatralne
- 2002: Kubuś i jego pan jako Kawaler de Saint-Ouen (reż. Jerzy Stuhr)
- 2002: Wesele. Sceny jako Jasiek (reż. Jerzy Trela)
- 2004: Zazdrosna miłość (na podstawie Biblii) jako Anioł (reż. Piotr Jędrzejas; przedstawienie impresaryjne)
- 2005: Edmond jako mężczyzna na zapleczu lombardu, Karciarz, Policjant, Więzień (reż. P. Jędrzejas)
- 2007: Dziady według Stanisława Wyspiańskiego jako Gustaw-Konrad (reż. P. Jędrzejas)
- 2008: Bolero jako Wiktor (reż. Piotr Szczerski)
- 2008: Zabawy na podwórku jako Szmulik Kupper, Obrońca Szmulika (reż. Julia Wernio)
- 2009: Kartoteka (reż. P. Jędrzejas)
- 2011: Wyzwolenie, premiera 7 października (reż. Piotr Jędrzejas)
- 2012: Zrób sobie raj, premiera 8 marca (reż. Olga Chajdas i Kasia Adamik

## Filmografia

### Filmy
- 1999: Lekcja moralności (etiuda szkolna) – uczestnik warsztatów
- 2001: Mętlik (etiuda szkolna) – obsada aktorska
- 2003: Pogoda na jutro jako urzędnik w biurze meldunkowym
- 2004: Katatonia  jako „Żaba”, brat „Cichego” (reż. Jacek Nagłowski)
- 2009: Popiełuszko. Wolność jest w nas jako ksiądz Wacław (reż. Rafał Wieczyński)
- 2011: Wyjazd integracyjny jako barman
- 2013:  Wałęsa. Człowiek z nadziei jako Bogdan Borusewicz (reż. Andrzej Wajda)
- 2014: Deus Ex Machina jako Bogdan (reż. Jarosław Banaszek)
- 2015: Słaba płeć? jako asystent Sebastian
- 2019: Planeta Singli 3 jako Menadżer

### Seriale telewizyjne
- 2003: Rodzinka jak Olek „Alex”, syn Leszczyńskich (reż. Anna Hałasińska)
- 2004: Daleko od noszy  jako Emil (odc. 33) (reż. Krzysztof Jaroszyński, Maciej Kraszewski)
- 2004: Kryminalni  jako Zbyszek Rawik (odc. 4) (reż. Ryszard Zatorski)
- 2004: Na dobre i na złe  jako pracodawca Stawroń (odc. 193) (reż. Teresa Kotlarczyk)
- 2005: Zakręcone  jako Remek (odc. 16)
- 2005–2007: Egzamin z życia jako Andrzej Chełmicki
- 2005–2008: Fala zbrodni  jako reżyser filmu porno (odc. 46); Jonasz Szmidt (odc. 60-101) (reż. Krzysztof Lang, Filip Zylber)
- 2006: Oficerowie  jako pielęgniarz (odc. 3 i 5) (reż. Maciej Dejczer)
- 2007: Pitbull jako porwany (odc.7)
- 2008: Teraz albo nigdy!  jako Borys (odc. 5) (reż. Grzegorz Kuczeriszka)
- 2008: Wydział zabójstw  jako Kamil Drozd (odc.35) (reż. K. Lang)
- 2009: 39 i pół  jako Mikołaj Jaroń, kuzyn Darka (odc. 36,38,39) (reż. Łukasz Jaworski)
- 2009–2010: Majka jako Bartek Orłow, grafik w firmie „Panorama Projekt” (reż. różni)
- 2009: Ojciec Mateusz  jako Makuch, siostrzeniec Alicji, organizator wycieczki (odc.16) (reż. Andrzej Kostenko)
- 2010: Czas honoru jako dozorca (odc. 34)
- 2010: Duch w dom jako policjant (odc. 6)
- 2011: Prosto w serce jako John Mizera, mąż Konstancji Grylak
- 2011: Linia życia serial tv
- 2013: To nie koniec świata jako reżyser (odc. 5)
- 2013: Hotel 52 jako świadek (odc. 86)
- 2014: Komisarz Alex jako Woźniak (odc. 63)
- 2017: Pierwsza miłość jako Benedykt, przyjaciel Aleksandra
- od 2017: Policjantki i policjanci jako sierżant Juliusz Poniatowski
- od 2019: Mały Grand Hotel (mini serial)  jako Ksiądz proboszcz
- 2019: Nokaut (serial telewizyjny) jako Kierownik Wacek

### Dubbing
- 2005 Przybyli ułani w cyklu Święta polskie jako Marek, syn Jadźki i Mariana (reż. Sylwester Chęciński)